# (8255) 1981 EZ18
(8255) 1981 EZ18 là một tiểu hành tinh vành đai chính. Nó được phát hiện bởi Schelte J. Bus ở Đài thiên văn Siding Spring gần Coonabarabran, New South Wales, Úc, ngày 2 tháng 3 năm 1981.